# Champigny-lès-Langres
Champigny-lès-Langres är en kommun i departementet Haute-Marne i regionen Grand Est (tidigare regionen Champagne-Ardenne) i nordöstra Frankrike. Kommunen ligger i kantonen Langres som tillhör arrondissementet Langres. År 2022 hade Champigny-lès-Langres 406 invånare.

## Befolkningsutveckling
Antalet invånare i kommunen Champigny-lès-Langres
| Referens: INSEE |